# Louis Levy (komponist)
 For alternative betydninger, se Louis Levy. (Se også artikler, som begynder med Louis Levy)
Louis Levy (20. november 1894 – 18. august 1957) var en engelsk komponist, dirigent og filmskaber som arbejde specielt med film af Alfred Hitchcock og Will Hay. Han blev født i London og døde i Slough, Berkshire.

## Delvis filmografi
Som komponist og/eller dirigent:
- The Ghoul (1933)
- Brown on Resolution (1935)
- The 39 Steps (1935)
- Tudor Rose (1936)
- Oh, Mr Porter! (1937)
- The Lady Vanishes (1938)
- The Citadel (1938)
- Ask a Policeman (1939)
- Night Train to Munich (1940)
- The Young Mr Pitt (1942)
- We Dive at Dawn (1943)
- Millions Like Us (1943)
- The Man in Grey (1943)
- Fanny by Gaslight (1944)
- Under Capricorn (1949)
- Captain Horatio Hornblower R.N. (1951)
- The Dam Busters (1954)
- Yield to the Night (1956)